# Paul Mellon
Paul Mellon (Pittsburgh, 1907. június 11. – Upperville, 1999. február 1.) amerikai milliárdos, mecénás, műgyűjtő. Életében több mint egymilliárd amerikai dollárt juttatott oktatási, szépművészeti célokra, vallási és pszichiátriai kutatásokra, a környezetre.

## Pályafutása
Apja az Amerikai Egyesült Államok egyik leggazdagabb embere, Andrew W. Mellon bankár, pénzügyminiszter, anyja az angol Nora McMullen volt. Keresztelőjét a Windsori kastély Szent György-kápolnájában tartották. Szülei 1912-ben elváltak. Connecticutban járt iskolába, majd beiratkozott a Yale Egyetemre, ahol angol irodalmat és brit történelmet tanult. 1929-ben diplomázott. Alma materét egész élete során bőkezűen támogatta. Ezután a Cambridge-i Egyetem Clare College-ának hallgatója lett, 1931-ben diplomázott.
Önéletrajza szerint ottani évei alatt a tanulást némiképp háttérbe szorította a vadászat és a versenyzés, amely egész életében szenvedélye maradt: lovakat tenyésztett és versenyeztetett. Istállójából került ki például Mill Reef, amely 1971-ben megnyerte a Derby-ben rendezett versenyt. Angliában kezdett könyveket és nyomatokat gyűjteni.
Miután hazatért, rövid ideig a családi bankban dolgozott, de az üzlet nem érdekelte. 1935-ben feleségül vette Mary Conovert, és együtt fedezték fel Carl Gustav Jung munkásságát, ami 1941-ben a Bollingen Alapítvány (Bollingen Foundation) létrehozásához vezette őket. Az alapítvány Jung művei mellett számos más pszichológiai, mítoszokkal és vallással foglalkozó, régészeti és szépirodalmi könyvet jelentetett meg. Felesége elhunyta után, Rachel Lamberttel házasodott össze 1948-ban.
Apja 1937-ben meghalt, ettől kezdve ő irányította a család pénzügyeit és jótékonykodását. Édesapja adománya, a washingtoni szépművészeti múzeum (National Gallery of Art) még építés alatt állt. Mellon átvette apja helyét az igazgatóságban, és 1941-ben személyesen mutatta be az elkészült múzeumot, apja régi mesterek műveiből álló gyűjteményével Franklin D. Roosevelt elnöknek. Az intézmény átadása után is aktívan részt vett a létesítmény életében, 1963 és 1985 között az irányító testület elnöke volt. Ebben az időszakban, a család más tagjainak anyagi hozzájárulásával épült meg a 95 millió dolláros keleti szárny. Mellon és lánytestvére, Ailsa Mellon Bruce francia és amerikai festményekből álló gyűjteményükkel gazdagították a múzeumot. Richmondban a milliárdos létrehozott egy másik szépművészeti múzeumot, a Virginia Museum of Fine Arts-ot.
Mellont egész életében lenyűgözte a brit kultúra. Az első brit festményét, George Stubbs 1774-es alkotását, amely Pumpkint, a lovat ábrázolja egy istállófiú társaságában, 1936-ban vásárolta meg. Ezután számos brit műkincset, szépművészeti alkotást vett meg, valamint bőkezű adományokkal támogatta az Egyesült Királyság egyetemeit és intézményeit. Ennek elismeréseként 1974-ben lovaggá ütötték. Szenvedélye révén ő tulajdonolta a londoni Tate-en kívüli legnagyobb, brit szépművészeti alkotásokból álló gyűjteményt.
1966 decemberében jelentette be, hogy gyűjteményét a Yale Egyetemnek adományozza, és kiállítására új épületet emeltet. A múzeum a Yale Center for British Art nevet kapta, épületét Louis Kahn tervezte. A Yale-t más módon is segítette, például a 18. századi skót ügyvéd, James Boswell naplójának megvásárlásával, valamint szépművészeti alkotások adományozásával az egyetem galériájának (Yale University Art Gallery). Emellett alapítványokkal és épületekkel támogatta az oktatást.
Paul Mellon gyűjteményébe tartozott más alkotások mellett Frédéric Bazille Aigues-Mortes nyugati erődfalai című festménye, amely Washingtonban van kiállítva.